# Sopa de Cabra
Sopa de Cabra o els Sopa és un grup de música gironí actiu entre 1986 i 2001 i des del 2015. De l'inici va pertànyer al moviment de Rock català, tot i que va sovint tocar amb un estil propi. Les cançons més populars de Sopa de Cabra han estat «L'Empordà», «Camins», «El far del sud» i «El boig de la ciutat».
El grup va fer comiat el 2001, iniciant un període de projectes en solitari. El setembre del 2011 els integrants del grup retrobaren per fer una sèrie de concerts, i el 2015 van tornar amb un disc amb temes nous, Cercles.

## Història del grup (1979–1986)
Història
Els orígens del grup Sopa de Cabra es remunten a la formació Copacabana, format el 1979 per companys d'institut. Moltes de les primeres cançons de Sopa de Cabra, entre elles «L'Empordà», van ser escrites originalment per Copacabana, amb el cantant Jaume Rufí i el guitarrista Josep Thió. La banda es va dissoldre el 1984, quan Thió marxa per complir el servei militar obligatori i el llavors cantant se'n va a estudiar a Barcelona. Al seu retorn a Girona, Thió es va dedicar a formar una nova banda, que es convertiria en Sopa de Cabra, amb contractació del baixista Francesc "Cuco" Lisicic, el guitarrista Joan "Ninyín" Cardona i el bateria Josep Bosch. La formació es va completar amb la incorporació de Gerard Quintana, que també havia anat a l'escola amb els membres de Copacabana, a la veu. Tanmateix, hi ha fonts que consideren la formació Ninyin's Mine Workers Union Band, integrada originalment per "Ninyín" i "Cuco", com l'embrió principal dels Sopa.
El nom d'aquest grup gironí prové del nom del disc Goats Head Soup, de principis dels anys 70, dels The Rolling Stones.

### Primera etapa

#### Inicis (1986-1989)
Les primeres cançons del repertori del grup gironí varen ser gestades a cavall de Girona i Montfullà. Sopa de Cabra... (Maqueta, 1988) va ser la primera maqueta que gravaren els Sopa de Cabra, i es registrà en format cinta de casset. Finançaren la maqueta amb la venda de begudes en una paradeta que muntaven a les Fires de Girona. Fou gravat a l'Empordà el mateix any i estava format per un total de dotze cançons, sis a cada cara del casset, que incloïen cançons que s'acabarien convertint en clàssics del grup i del rock català com «L'Empordà», «El boig de la ciutat» i, en menor mesura, «Ninyin's Mine». La idea del tema «El boig de la ciutat» neix d'un diàleg de la pel·lícula Rumble Fish (La llei del carrer) de Coppola i està relacionada amb els pacients de l'hospital psiquiàtric de Salt. A banda de les cançons pròpies, en aquesta maqueta afegiren una versió de la cançó «Fussing & Fighting» de Bob Marley.
De les 900 còpies que es van vendre d'aquesta maqueta, una va caure en mans del director de Salseta Discos, Salvador Escribà, que decidí apostar per la formació. Va ser Josep Thió qui li va entregar la maqueta a Escribà en un concert de la Festa Major de Cassà de la Selva després d'assabentar-se que aquest l'havia escoltat a les proves de so d'un dels seus concerts amb La Salseta del Poble Sec i li havia agradat. D'aquesta manera, els Sopa i la discogràfica van començar a treballar junts en el primer àlbum de la formació. Salseta Discos també es va encarregar de la gestió de la banda.
Sopa de Cabra (Salseta Discos, 1989) va ser el seu primer LP, al més pur estil rocker, i contenia 10 cançons, signades per membres de la banda i altres que havien format part d'antics projectes, com el tàndem Rufí-Thió que dona lloc a «L'Empordà», «El sexo» dels germans Cardona o «Tenia 18 anys» de Lisícic-Cardona-Pallàs-Pujol. Va ser enregistrat al barri de Vallcarca de Barcelona sota la producció de Jordi Gas. Van vendre més de 10.000 còpies del seu primer àlbum.

#### La roda(1990)
Poc temps després van enregistrar el seu segon LP La roda (Salseta Discos, 1990), íntegrament en català, sota la producció de Marc Grau. L'àlbum, d'estil rocker, porta com a títol el nom d'un fragment de la cançó del disc «Dona», escrita per Gerard Quintana i amb música de Joan Cardona, que diu: "Roden les mentides i si no saps el joc, et perdràs un altre cop, la roda va girant, no la pararàs". En aquest cas, les lletres i les cançons es van repartir entre membres de la banda i de l'entorn. Entre les cançons del disc hi ha cançons que es tornarien molt populars com «El carrer dels torrats», «Per no dir res», «Mai trobaràs» o «No tinguis pressa». Sopa de Cabra rebé el seu primer disc d'or per La roda en vendre més de 55.000 discos.
La gira de 1990 dels Sopa va ser extensa amb 83 concerts amb un públic ja bastant nombrós. Per primer cop des de la seva formació la gira no es va limitar ja al Principat, sinó que es va estendre arreu dels Països Catalans; la primera actuació del grup a les Illes Balears va ser a Llucmajor el 18 de maig de 1990. També van aconseguir dur la seva música fora del domini lingüístic català en presentar el disc a la sala Yas'tà de Madrid el 14 de novembre. Els Sopa deixen els concerts de petit format i progressivament comencen a actuar en concerts multitudinaris; segons l'Enderrock, tots els bolos d'aquella gira van tenir almenys dos mil espectadors. Aquell any van actuar durant les Festes de la Mercè davant 75 mil persones. Un dels concerts més multitudinaris va ser el concert benèfic, organitzat per organitzacions ecologistes, en el qual tocaren Sopa de Cabra, El Último de la Fila i Tina Turner davant més de 50 mil persones a l'Estadi Olímpic de Montjuïc el 6 d'octubre. L'endemà, el 7 d'octubre, els Sopa tornarien a repetir escenari amb la cantant cantant estatunidenca, però aquest cop a Andorra.
| «                                                                   | Van estar l'altura totalment; a partir d'allà tothom els va prendre seriosament" | » |
| — Quimi Portet, parlant de l'actuació dels Sopa a l'estadi Olímpic. |                                                                                  |   |

És en la gira d'aquest disc quan neix i es popularitza la mítica benvinguda a l'inici dels seus concerts: "Bona nit, malparits!". Amb l'efervescència de la seva popularitat, Sopa de Cabra és catalogada dins del que es coneix com a rock català; etiqueta que el grup refusaria en diverses ocasions al llarg de la seva carrera.
| «                                | El rock català no existeix; és només un invent dels mitjans. La nostra música és catalana en la mateixa mesura que ho és la de Loquillo o Los Rebeldes perquè està feta aquí, no perquè hi hagi quelcom que la diferenciï de la resta" | » |
| — Gerard Quintana, abril de 1990 | |   |

Sopa va rebre el premi Altaveu '90 de Sant Boi "per ser el primer grup de rock català que ha aconseguit una autèntica projecció majoritària". Sopa de Cabra li van atorgar el Premi Nacional de Música a l'intèrpret de pop-rock "per la contribució a la popularització del rock català" el desembre de 1990.

#### Ben endins i Girona 83-87. Somnis de carrer (1991-1992)
El 21 i 22 de febrer Sopa de Cabra actuà i enregistrà els seus dos concerts la sala Zeleste que es materialitzarien en el seu primer disc en directe, Ben endins (Salseta Discos, 1991). Va sortir a la venda el 10 de maig convertint-se en el primer disc en directe del Rock català. Editaren un doble LP amb 19 cançons, 8 d'elles inèdites, cinc gravades en estudi i tres estrenades en directe; també editaren el concert en versió VHS.
D'aquelles cinc cançons en estudi en destaquen dues d'elles: «Podré tornar enrere» que és una de les seves cançons més reeixides i corejades, i després, «Sota una estrella» que part del seu públic la interpretà com una cançó dedicada a l'estelada, malgrat que ells en aquell moment ho desmentiren. També estrenaren a la Zeleste el que seria el primer senzill de l'àlbum «Si et quedes amb mi», una cançó escrita per Gerard Quintana i Josep Thió, d'un estil més pop i amb una lletra amb un missatge de caràcter més ideològic.
Per acabar, el grup presentà al públic «Guerra», una versió en català de la cançó «War» de Bob Marley. A més a més, Gerard Quintana introdueix la cançó amb el següent discurs:
| «                  | […] Últimament estem veient una cosa que crec que és certa: no es pot confiar en els polítics... i el més fort és que estem a les seves mans i són gent capaç d'arreglar qualsevol cosa amb una guerra... I qui és que fa la guerra? No són ells que fan la guerra, la fan amb carn jove com vosaltres i com nosaltres. Per això els dic: que els donin pel cul! I un crit ben fort pels insubmisos que cada dia siguem més. | » |
| — Gerard Quintana. | |   |

Ben Endins baté rècords de vendes amb més de 100.000 còpies venudes i disc de platí, alhora que es convertia en l'àlbum més venut de la història del rock en català.
El 14 de juny de 1991 es va celebrar el que es considera el concert més important de la història del rock català. Els quatres grans grups catalans del moment, Sopa de Cabra, Els Pets, Sau i Sangtraït, van pujar a l'escenari del Palau Sant Jordi davant 21.000 persones.
| «                                                          | Per mi va ser el toc genial de guitarra que va fer en Ninyín aguantant-se amb la punta de les botes. Va fer una pujada de guitarra, un bordó, que és irrepetible. Feia el que li passava pels ous, era un geni, però crec que en aquell moment no va ser conscient ni ell del que estava fent. | » |
| — Miquel Àngel Tena parlant del millor moment del concert. | |   |

Girona 83-87. Somnis de carrer (Salseta Discos, 1991) es va convertir en el quart elapé del grup i l'últim amb Salseta Discos. Deu cançons inèdites rescatades de maquetes i de temes descartats en discs anteriors. Aquest cop s'hi troben temes en tres llengües, vuit en català, una en anglès (una versió de Bob Marley & The Wailers, Fussing and fighting) i una altra en castellà. El senzill del disc va ser «Passaran uns anys»; el treball també inclou «Era dolça», tema que Gerard Quintana va interpretar en la seva prova d'entrada als Sopa. Es van vendre 35.000 còpies de Somnis de carrer malgrat no haver-hi ni promoció ni gira. La portada del disc és una fotografia d'un gos passejant pel carrer Nou del Teatre, el "carrer dels Torrats", lloc on va néixer el grup i que va donar títol a una de les cançons de més èxit del seu segon disc.
L'estiu de 1992, va ser un any de descans i reflexió abans d'embarcar-se en el nou segell discogràfic que els havia d'obrir les portes al mercat en castellà. Tanmateix, els Sopa serien els teloners de la gira de Joe Cocker a l'estat espanyol l'estiu de 1992.

#### Mundo Infierno (1993)
Després de la firma amb el segell discogràfic Ariola Records per a tres discos, Sopa de Cabra es posà a treballar en un nou disc que es materialitzà sota el títol Mundo infierno (BMG-Ariola, 1993). Es gravà entre els mesos d'octubre i novembre de l'any 1992 als Wisseloord Studios de Hilversum (Països Baixos) sota la producció de Marc Grau i amb la col·laboració de l'americà Rod O'Brien. Durant la gravació, Marc Grau decidí substituir el bateria dels Sopa, Pep Bosch, per Àngel Celada d'El Último de la Fila; així doncs, la majoria de les bateries d'aquest disc són interpretades per Celada en detriment de Bosch. La multinacional Ariola Records feu una aposta de 13 milions de pessetes (80.000 €) en la producció del disc, quantitat quatre vegades superior a la que aportava habitualment en altres produccions. Mundo infierno es convertí en el primer i únic disc del grup publicat íntegrament en castellà.
El disc estava format per tretze cançons pròpies i per una versió de Come Together de The Beatles. Josep Thió compongué vuit de les cançons, en Ninyín tres i finalment, en Cuco les dues restants; Gerard Quintana és l'autor de totes les lletres del disc.
La tercera cançó del disc, «Todo lo que sé», es convertí en el primer senzill del disc i entrà directament a la posició 15 de la llista dels 40 principals. Malgrat tot, les xifres de vendes del disc no foren gens reeixides perquè no va superar els 30.000 discs venuts a tot Espanya; les previsions a Catalunya es xifraven en 70.000 quan, després, la rebuda a Catalunya no arribà ni a les 10.000. El nombre d'actuacions durant la gira de Mundo infierno també caigueren fins a les 32 actuacions, i algunes d'elles organitzades pel mateix segell discogràfic, entre elles actuant de teloners de Red Hot Chili Peppers, sent escridassats pel públic; és a Catalunya on es repeteixen aquests mals resultats amb només 6 actuacions. Tot i així, aquesta caiguda no s'estengué pel País Valencià i per les Illes Balears on l'acollida del disc es mantingué respecte als anteriors.
El 5 de novembre, els Sopa pujaren a l'escenari del Palau Sant Jordi al costat d'altres deu grups catalans amb més de 10.000 assistents en un concert contra la sida organitzat pel Comitè Ciutadà contra la sida.
També s'edità un maxi en vinil (BMG-Ariola, 1993) amb tres cançons del disc Mundo infierno: «Tienes que pillar» a la cara A i «Todo lo que sé» i la versió «Come Together» a la B.

#### Al·lucinosiiSSS...(1994-1996)
Després de les vendes modestes de Mundo infierno la relació entre el grup i Ariola Records es refreda. Lligats per un contracte per a dos discos més, es veieren abocats a treballar en un nou disc amb un pressupost aquest cop molt més modest, d'un milió de pessetes (6.000 €), i que duria com a nom Al·lucinosi. El disc es gravà a Can Pol de Montfullà (Gironès) durant set dies. La gravació va ser com en un directe car tots els components tocaren i gravaren alhora en les diferents estances de la masia; la idea s'inspira en un vídeo del músic anglès Sting que gravà una cançó en un castell.
El nou disc dels Sopa, Al·lucinosi (BMG-Ariola, 1994), seria altre cop íntegrament en català amb deu cançons inèdites i dues versions: «En el castell» de Sisa i «L'home estàtic» de Pau Riba. Julio Lobos s'incorporà com a teclista als Sopa a petició de Josep Thió l'any 1994. Una de les grans novetats del CD fou l'absència de Marc Grau com a productor. Al·lucinosi vengué un total de 10.000 còpies i la gira s'allargà només 19 actuacions.
L'any 1994 i a petició de Ninyín i Cuco amb qui eren amics des de l'adolescència, Xavi Fortuny s'incorporà al grup com a runner, substitueix durant uns concerts a Pep Bosch després de patir un accident de moto i engeguen una oficina de contractació pròpia, RGB Managament, per deixar enrere Doctor Music. En aquesta oficina amb el temps, s'hi anirien sumant bandes importants del panorama musical català com Ja T'ho Diré, Lax'n'busto o Gossos.
Una de les actuacions més destacables de la gira fou el retorn dels Sopa de Cabra als escenaris de la ciutat comtal en un concert a la Sala Apol·lo de Barcelona el 6 d'abril de 1995, després de dos anys sense oferir cap concert en solitari a la ciutat.
Sss... (BMG-Ariola, 1996) es convertí en el setè àlbum de la banda amb un pressupost de sis milions de pessetes (36.000 €). La gravació es duu a terme a l'estudi de Música Global a Girona sota la producció de Josep Thió i Julio Lobos. L'àlbum en realitat no té títol, però a l'interior l'onomatopeia SSS... seria el que l'acabaria identificant; originalment el grup pensava titular-lo Set, però en coincidir amb el nom d'un dels discs de Sau decideixen descartar-lo. És el disc més llarg del grup i incorpora disset cançons en el repertori de la formació amb les que recuperen el caràcter més rocker de la banda. Els Sopa presentaren el seu darrer disc l'abril de 1996 al Centre Cultural La Mercè de Girona amb Lídia Pujol i Sílvia Comes com a teloneres. El primer senzill del disc fou «Hores bruixes» que durava 6:12.
| «                        | A mesura que passen els anys vas veient que l'èxit és un miratge, que no és bo creure-te'l ni dependre d'ell. I quan et convences d'això tot canvia, t'oblides del lloc en què estàs a la llista i centres tots els teus esforços en enriquir la teva música | » |
| — Gerard Quintana (1996) | |   |

Els Sopa de Cabra editaren també un EP (BMG-Ariola, 1996) que incorporava la versió original i la radio edit d'«Hores Bruixes», i una versió en directe «De l'univers» a la Sala Planeta.
Sopa de Cabra participaren en el disc d'homenatge Com un huracà – Versionant a Neil Young (Discmedi, 1996) que un total de tretze formacions entre grups i solistes catalans retien tribut al rocker canadenc Neil Young. Els Sopa foren els encarregats de versionar el tema youngnià «Rocking On the Free World» (Resistint en el món lliure).

#### La nit dels anys (1997)
En 1997 Joan Cardona era diagnosticat d'un càncer i Jaume Soler, Peck, el tècnic de guitarres des d{'}}Al·lucinosi s'incorpora al grup com a guitarrista. Després del mal tràngol amb Ariola i assessorats per Xavi Fortuny decideixen firmar per una petita companyia gironina: Música Global. La nit dels anys (Música Global, 1997) fou el segon disc en directe del grup i el disc amb el qual es comencen a retrobar amb el seu públic. Fou un concert acústic gravat a la Sala l'Espai de Barcelona entre el 8 i l'11 de maig de 1997.
El disc incloïa a banda d'antigues cançons reversionades, tres peces noves. Foren «Dansa de la llum», fruit d'un viatge de Thió a Irlanda, «L'estiu dels anys» musicada per Thió i lletrada per Quintana i inspirant-se en les llàgrimes de Sant Llorenç i «Pell de lluna», que intuïen cap on navegarien les cançons del grup a partir d'ara. Fou un acústic ple de col·laboracions on destaca una nova versió de L'Empordà amb el grup Gossos i la violinista Simone Lambregts. A més a més, Gossos col·laboraren en altres dues cançons: «Podré tornar enrere» i «Mentre el món es mou»; el duet Lídia Pujol i Sílvia Comes a «Passaran uns anys» i «Si et quedes amb mi». Els saxos van ser a càrrec de Pep Poblet.
El concert de presentació del disc fou al Palau de la Música Catalana l'1 d'abril de 1998. L'estiu de 1997, Jaume Soler "Peck" s'incorporà definitivament als Sopa de Cabra de guitarrista, després d'un temps com a backliner als Sopa.

#### Nou (1998)
L'any 1998, treuen el disc Nou. Sopa de Cabra torna al carrer i a la ràdio, i reben crítiques positives d'arreu. Destaquen com a cançons «El far del sud» i «Instants del temps». Participen en el primer festival Senglar Rock i en altres tipus d'esdeveniments, cosa que demostra la recuperació del grup. L'any 2000, reben un disc de platí (100.000 còpies venudes) pel Ben endins, publicat vuit anys abans.
Després que l'any 2000 el disc Ben endins (1991) arribà a les cent mil còpies venudes, es llançà al mercat un disc recopilatori de 18 cançons, Dies de carretera (Salseta Discos) que incloïa tres cançons inèdites enregistrades en directe a la sala Zeleste de Barcelona.

#### Dies de Carretera(2000)
Dies de Carretera és un àlbum on hi ha les millors cançons fins al 2000. La discogràfica és Salseta Discos. Conté les cançons: 
1. L'Empordà
2. Bloquejats
3. El sexo
4. No tinguis pressa
5. Dies de carretera
6. La balada de Dicky Deeming
7. Per no dir res
8. Si et quedes amb mi
9. Tot queda igual
10. Mai trobaràs
11. El boig de la ciutat
12. Podré tornar enrere
13. Sota una estrella
14. Passaran uns anys
15. Dins un núvol
16. El carrer dels torrats
17. Blujin's- Roc
18. No hi ha camí

#### Plou i fa sol (2001) i dissolució
El 2001, publiquen Plou i fa sol, el seu disc de comiat, també molt complet, i fan una reeixida gira de comiat per Catalunya, el País Valencià i les Illes Balears. El 8 de novembre Sopa de Cabra es va acomiadar del seu públic en un darrer concert a la sala Razzmatazz, en la que seria la darrera actuació de Cardona, que morí poc després a conseqüència d'un càncer de fetge, i en la que només va poder tocar mitja hora.
L'any següent treuen Bona nit malparits!, un disc CD/DVD enregistrat en els darrers concerts de Sopa de Cabra a la sala Razzmatazz. És el 2003 quan surt a la venda el darrer disc El llarg viatge, un concert acústic realitzat a la sala l'Espai l'any 2001.

### 2001–2015 – solitari i reunions
Amb la dissolució del grup, tant Gerard Quintana com Josep Thió començaren les seves respectives carreres musicals en solitari. També es formà el grup Kabul Babà, on hi havia Jaume Soler "Peck" i Francesc "Cuco" Lisicic; Josep Bosch també va formar part d'aquest grup durant la gravació del seu primer disc ("Club") i la gira posterior.

#### Podré tornar enrere. El tribut a Sopa de Cabra (2006)
Coincidint amb el cinquè aniversari de la dissolució de la banda, s'edità el disc Podré tornar enrere. El tribut a Sopa de Cabra sota el segell Música Global. El disc consta de 15 versions de cançons del grup interpretades per formacions de l'àmbit català i d'altres de parla castellana i èuscara, i una cançó inèdita interpretada per la mateixa banda amb l'absència per decés del guitarrista Ninyín.
Entre els temes versionats apareixen cançons mítiques del grup com «El far del sud» interpretat per Sidonie, «Camins» per Amaral o «Instants del temps» per Ken Zazpi. També hi destaca la primera aparició de la nova veu dels Lax'n'Busto, en Salva, en la versió «Els teus somnis».
El tema inèdit titulat «Seguirem somniant», dedicat a Joan Cardona 'Nyinyin' i que clou el disc, va ser escrit per Gerard Quintana i musicat per Josep Thió; s'enregistrà als Estudis 44.1 d'Aiguaviva (Girona). Els Sopa es reunificaren únicament per l'ocasió i concediren només una única entrevista i actuació exclusiva a El Club de Tv3, on interpretaren en directe el tema Seguirem somniant.
Gerard Quintana, vocal del grup, feu unes declaracions respecte al disc de tribut: "Em produeix una sensació d'alteritat: ho veig extern a mi, tot i que ho respecto. Els homenatges sempre m'han creat un cert trauma de cementiri. Ara és quan m'adono de debò que Sopa de Cabra es va acabar."

#### Gira 2011: 25 anys de la creació
Durant el 2010, tant Gerard Quintana com Josep Thió es mostraren oberts a oferir un concert amb Sopa de Cabra, sempre que rebessin una proposta que els convencés. Es va parlar d'una possible actuació en el marc de la celebració dels 25 anys de Catalunya Ràdio, que finalment no es va materialitzar.
El matí del 2 de març de 2011 van anunciar en esperada roda de premsa que tornarien a actuar junts a un únic concert el 9 de setembre al Palau Sant Jordi, celebrant així el 25è aniversari de la seva creació, sense aclarir si tornarien definitivament. Degut a la gran demanda i clam popular van acabar concretant dos concerts més en aquest mateix escenari (10 i 11 de setembre), un altre al Recinte Son Fusteret de Palma (17 de setembre), també al Tarraco Arena Plaça de Tarragona (24 de setembre) i dos al Pavelló Municipal Girona-Fontajau de Girona (30 de setembre i 1 d'octubre).

### Segona etapa

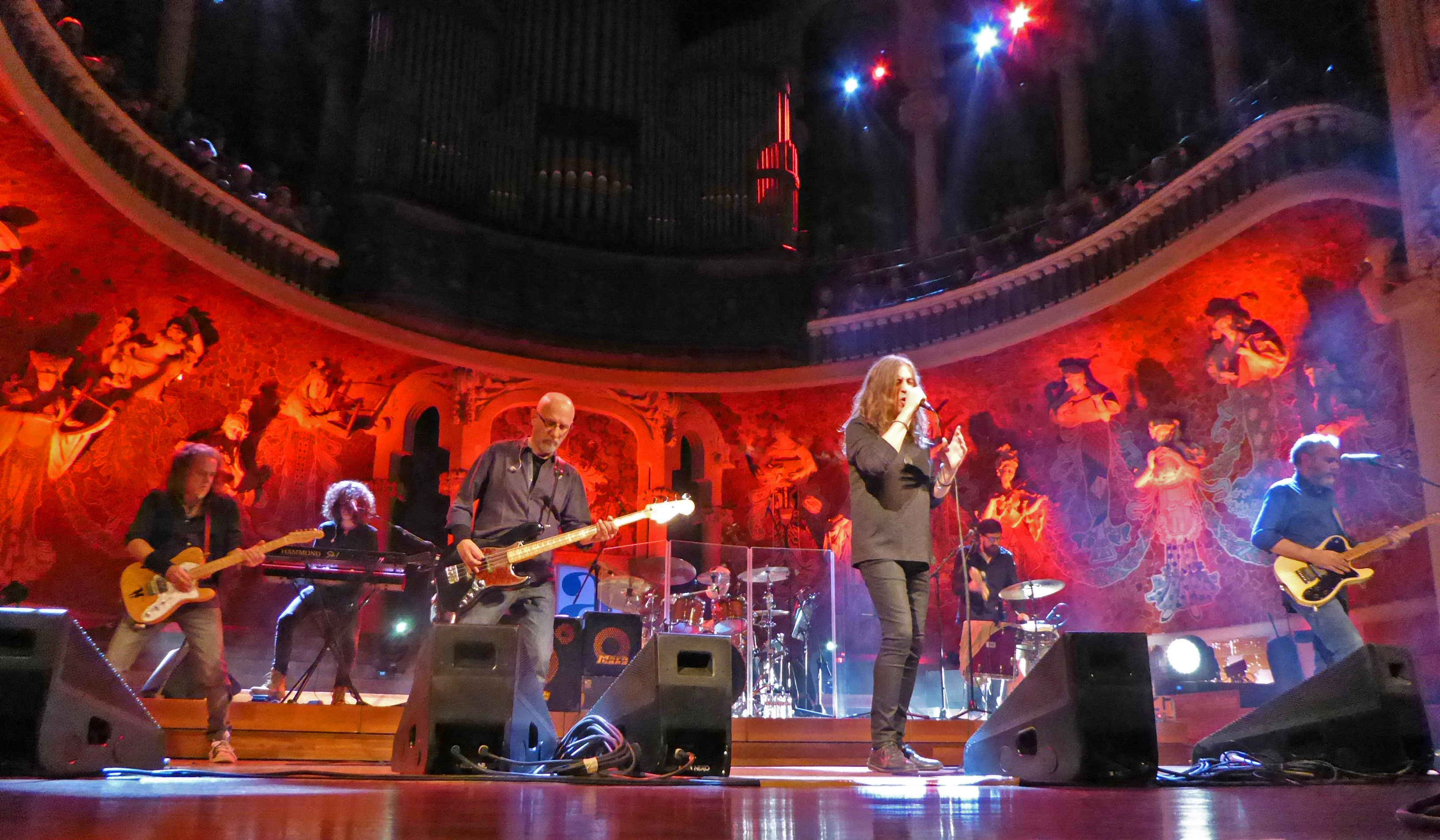
Sopa de Cabra al Palau de la Música Catalana el 27 de novembre de 2017

Després de diverses setmanes, durant les quals el grup català llançava indirectes que alguna cosa succeiria, el 28 de març de 2015 van tocar sobre el teulat de l'Oficina de Turisme de Girona, amb el Pont de Pedra com a tribuna principal. Gerard Quintana va anunciar un nou disc (el dècim àlbum d'estudi pel grup) per al novembre, i les cançons s'aniran desgranant a la minigira 3, 2, 1 ..., que els portarà a Sant Feliu de Guíxols (Festival Porta Ferrada, 18 de juliol), Mataró (Les Santes, 24 de juliol) i a Cambrils (Festival Internacional, 7 d'agost).
El 17 de gener de 2016, Sopa de Cabra presenta el seu nou disc, Cercles produït per Josep Thió i Valen Nieto, presentant-lo en una nova gira, titulada Cercles, al Gran Teatre del Liceu de Barcelona. L'actuació va voler commemorar dels seus primers trenta anys d'història.
El febrer de 2020 el grup torna amb La gran onada. L'àlbum conté deu cançons, i la música s'acosta més a l'indie pop que abans.
El 2021 en el 30è aniversari de Ben endins es va fer una reedició especial del disc amb sis cançons inèdites i tres noves versions de Si et quedes amb mi, El boig de la ciutat i Mai trobaràs amb la col·laboracions amb diferents artistes del panorama català, com Buhos, Ginestà, The Tyets, Suu, Joan Dausà, Alfred García, Ramon Mirabet o Judit Neddermann, entre altres noms, i van fer una gira que van tancar al Palau Sant Jordi el novembre del 2022.
El 2024 van presentar Ànima, el seu dissetè disc, amb col·laboracions en cadascuna de les cançons, com Que et vagi bé amb Triquell, Temps de sega amb Beth o Hyde Park amb Sidonie.

## Reconeixements
El 2023, van ser commemorats pel Govern de Catalunya amb la Creu de Sant Jordi.

## Discografia
Àlbums d'estudi
- Sopa de Cabra (Salseta Discos, 1989)
- La roda (Salseta Discos, 1990)
- Girona 83-87 "Somnis de carrer" (Salseta Discos, 1991)
- Mundo infierno (BMG-Ariola, 1993)
- Al·lucinosi (BMG Ariola, 1994)
- Sss... (BMG Ariola, 1996)
- Nou (BMG Ariola, 1998)
- Plou i fa sol (Música Global, 2001)
- Cercles (RGB Suports, 2015)
- La gran onada (PromoArts Music, 2020)
- Ben endins [edició 30 anys] (Salseta Discos, 1991)
- Ànima (PromoArts Music, 2024)

Àlbums en directe
- Ben endins (Salseta Discos, 1991)
  - Ben endins - Re/Ebullició (2011)
- La nit dels anys (BMG Ariola, 1997)
- Bona nit, malparits! (Música Global, 2002)
- El llarg viatge (Música Global, 2003)
- La Nit dels Sopa (Promo Arts Music, 2018)
- El retorn. Palau Sant Jordi 09/09/2011 (2011)

Recopilatoris
- Dies de carretera (Salseta Discos, 2000) (recopilació)
- Les millors cançons (Música Global, 2011)

Altres discs
- 900 300 100 (Salseta Discos, 1991). Disc benèfic dedicat a la infància maltractada. Gerard Quintana participa amb la cançó «Perquè em feu callar».
- Com un huracà (Discmedi, 1996). Disc d'homenatge a Neil Young, on participen amb la cançó »Resistint en el món lliure« (versió de «Rockin' in the Free World»).
- Hores bruixes (BMG-Ariola, 1996). Single promocional del disc Sss…
- Concert homenatge a Carles Sabater (Blanco y Negro Music S.A., 2000). Toquen una versió, amb Dani Nel·lo, de la cançó «Si un dia he de tornar», del grup Sau.
- Podré Tornar Enrere. El Tribut a Sopa de Cabra (2006) (cançó «Seguirem somniant»)[50]